# Compañía de los Ferrocarriles de Peñarroya y Puertollano
La Compañía de los Ferrocarriles de Peñarroya y Puertollano fue una empresa ferroviaria española, creada para la gestión y explotación de la red ferroviaria que poseía la Sociedad Minera y Metalúrgica de Peñarroya (SMMP) en las provincias de Ciudad Real, Córdoba y Badajoz. A lo largo de su existencia la empresa gestionó tráficos de mercancías y pasajeros. 

## Historia
La compañía fue creada en 1923 como una filial de la Sociedad Minera y Metalúrgica de Peñarroya (SMMP), y puesta a cargo del ferrocarril de Peñarroya a Puertollano y Fuente del Arco. La empresa fue constituida por escritura pública en Madrid el 29 de octubre de 1923, haciéndose cargo de la red el 1 de enero de 1924. La SMMP disponía de una red de más de 200 km de líneas férreas de vía estrecha y poseía un parque móvil de 4 locomotoras y 56 vagones, que fueron transferidos a la nueva empresa filial. Sin embargo, a mediados de la década de 1950 la explotación ferroviaria empezó a dejar de ser rentable para la SMMP, por lo que esta solicitó al Estado que asumiera la gestión del ferrocarril. Finalmente, el organismo de Explotación de Ferrocarriles por el Estado asumiría estas funciones en 1956.